# E582 (Ecuador)
De E582 of Vía Colectora Cuenca-Puerto Inca (Verzamelweg Cuenca-Puerto Inca) is een secundaire nationale weg in Ecuador. De weg loopt van Puerto Inca naar Cuenca en is 119 kilometer lang. 